# SN 2009gp
SN 2009gp – supernowa odkryta 30 maja 2009 roku w galaktyce A141933+0244. W momencie odkrycia miała maksymalną jasność 19,00m.